# San Pedro Pabuchil Uno
San Pedro Pabuchil Uno är en ort i Mexiko.   Den ligger i kommunen Huitiupán och delstaten Chiapas, i den sydöstra delen av landet, 700 km öster om huvudstaden Mexico City. San Pedro Pabuchil Uno ligger 934 meter över havet och antalet invånare är 150.
Terrängen runt San Pedro Pabuchil Uno är bergig åt nordost, men åt sydväst är den kuperad. Runt San Pedro Pabuchil Uno är det ganska tätbefolkat, med 90 invånare per kvadratkilometer. Närmaste större samhälle är Simojovel de Allende, 16,8 km söder om San Pedro Pabuchil Uno. I omgivningarna runt San Pedro Pabuchil Uno växer i huvudsak städsegrön lövskog.